# 대탐험 로스트 월드
《대탐험 로스트 월드》(The Lost World)는 아서 코난 도일 경의 1912년 소설 잃어버린 세계 (아서 코난 도일의 소설)를 대략적으로 기반으로 한 신디케이트 TV 시리즈이다. 이 쇼는 1999년 가을 미국에서 초연되었다(TV 영화/파일럿이 2월에 DirecTV에서 방영된 후, 4월에 케이블 TV 채널 TNT에서 방영된 후). 세 시즌 동안 진행되었으며, 그 중 마지막 두 시즌은 미국에서 신디케이션으로 방영되었으며, 네 번째 시즌 자금 조달이 중단된 후 2002년 취소되었다. 마지막 에피소드는 해결되지 않은 절벽 행거로 끝났다. 2004년에는 세 시즌 모두 DVD 박스 세트로 출시되었다.